# Опришки

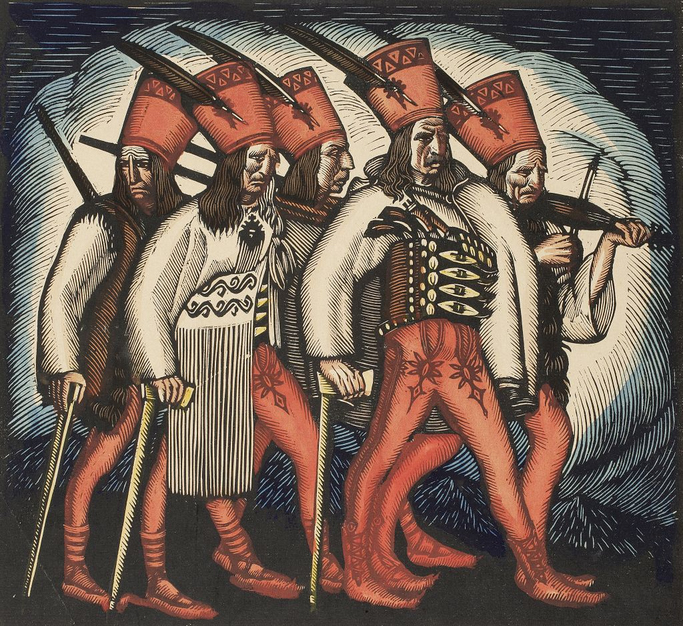
«Марш опришків». Ксилографія Владислава Скочиляса, 1916 рік

Опришки (також опричина, левенці) — учасники українського селянського повстанського руху в Галичині, на Закарпатті, Буковині проти польської шляхти, молдовських бояр, угорських феодалів, згодом — також проти австрійської адміністрації. Діяли у XVI столітті — першій половині XIX століття.

## Етимологія
Етимологія слова «опришок» неясна: воно може бути пов'язане з опріч («окремо, осторонь») і в цьому разі тлумачиться як характеристика незалежного від пана чоловіка або оприск («скеля, уламок»), оприскливий («нестриманий, дошкульний»), пов'язаними з прискати. Згідно з першою версією, «опришки» етимологічно (але не за значенням) споріднене з російським «опричники» (особиста гвардія Івана Грозного). За думкою львівського історика Михайла Грищенка, назва опришків етимологічно походить від племені аварів — обрів, що створили свою державу на цих теренах у 6-9 ст.[джерело?]

## Історія

### Виникнення руху
Початок руху опришків тісно пов'язаний із діяльністю так званих бескидників, які виникли на Бойківщині та півдні Надсяння. Першим відомим бескидноком на українських землях був Федір Головатий, який діяв зі своєю ватагою на території сучасної східної Словаччини (Лемківщина) в останні роки XV  століття.
У перший раз опришки згадуються в документах 1498 у зв'язку з посиленням кріпосницького гніту. Діяльність опришків спочатку розгорнулася на Прикарпатті, пізніше охопила Закарпаття та Буковину. Опорним центром опришків були Карпати.
У гори тікали розорені, покривджені селяни (наймити, комірники, городники, панські слуги) та бідні міщани, які гуртувалися в опришківські ровти. Вони нападали на панів-землевласників, орендарів, лихварів, корчмарів, грабували та руйнували шляхетські маєтки тощо.

### Поширення
Діяли опришки з ранньої весни до пізньої осені невеликими загонами. Партизанська тактика раптових ударів, сувора конспірація, підтримка з боку більшості селян давали опришкам змогу успішно діяти протягом тривалого часу.
У XVI—XVII століттях зброєю опришків були луки, арбалети, списи, бартки, ножі, рогатини. Згодом, у 18-19 ст., нею стали також рушниці та пістолі. Символом бойової звитяги опришків були бартки (топірці), на яких вони присягали, вступаючи до ровти.
В середині 16 ст. загони опришків діяли на Покутті (Коломийський повіт), Сяніцькій і Перемишльській землях. В 2-й половині 16 ст. рух опришків охопив Західне Прикарпаття, галицько-угорське пограниччя, а також околиці Язлівця, Жидачева, район Кам'янця-Подільського.
В той час відомими ватажками опришків були М.Гатала, брати Гриць та Іванча й інші.

### Перша половина XVIIст. (в співпраці з козаками)
В 1-й пол. 17 століття на Покутті успішно діяв буковинський ватажок Г.Кардаш. Очолювані ним опришки 1621 року здобули фортецю Пнів. У 1630-1640-х рр. на Західному Прикарпатті уславилися боротьбою проти шляхти С.Солінка, В.Чепець, В.Баюс та ін. ватажки.
Значні виступи опришків відбулися після появи в Червоній Русі козацьких загонів із війська Богдана Хмельницького. Опришки в цей час тісно співпрацювали з козаками. Польська шляхта навіть називала опришків «другою армією Хмельницького». Опришки у травні 1648 здобули королівський замок у Новотанці, а в липні — в Сяніку. Очолювані В.Сімашкою, О.Шичиком та ін. ватажками, опришки діяли поблизу Яслинського, Дуклі. Брали участь у повстанні під проводом Семена Височана (1648).
1649—1654 — опришки вдало виступили на Лемківщині під проводом Санька, А.Савки та ін. З ними підтримував зв'язки керівник повсталих польських селян Костка Наперський. На Поділлі опришки здобули Гусятин і Сатанів.
1653 — в Молдові разом з військом Тимоша Хмельницького діяли 2 тисячі опришків під проводом Харачка.

### Друга половина XVIIст. та початок XVIIIст.

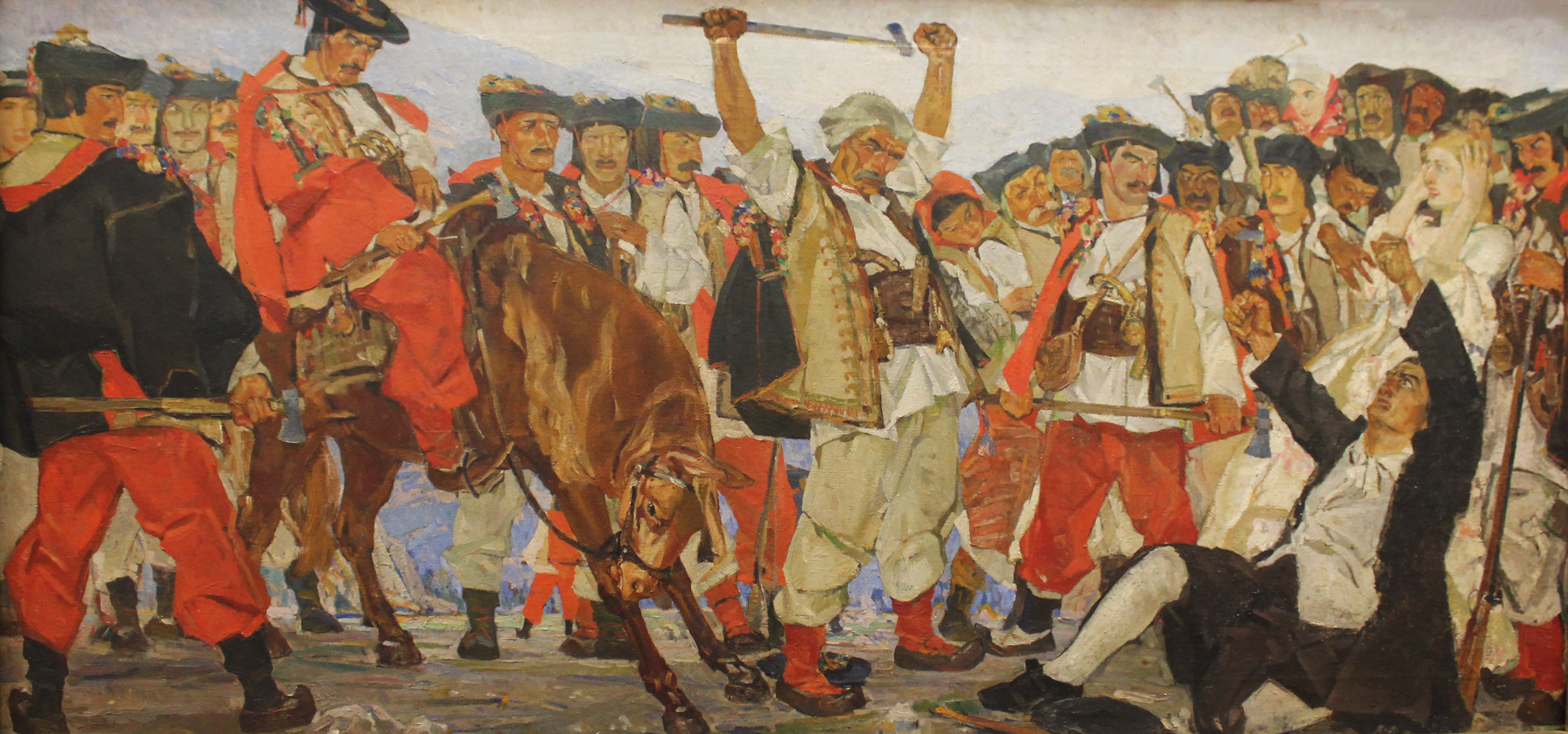
Олекса Довбуш,
картина Федора Кричевського, 1931 р.

В 2-й половині XVII століття опришків на Покутті та Прикарпатті очолювали І.Винник (Печеник), Нестор, М.Скребета, брати Лунґи, Бордюк та інші ватажки. На поч. 18 ст. — І.Пискливий, Пинтя, В.Солоник, І.Панчишин та ін. Найактивніше опришки діяли у 1730-1740-х рр. під проводом Олекси Довбуша. Загони Довбуша діяли на Прикарпатті, робили походи в Перемишль, Дрогобич, Турку, на Закарпаття й Поділля. Частина опришків переходила й на Запоріжжя (село Опришки (Кременчуцький р-н) знане і на Полтавщині; власне, на початку XVIII ст. назву опришки на Наддніпрянщині і Поділлі витісняє новий термін — гайдамаки). 24 серпня 1745 року народний герой був по-зрадницькому вбитий. Після його загибелі загони опришків очолювали Василь Баюрак, Іван Бойчук, Павло Орфенюк.
Рух опришків не припинився після переходу Галичини (1772) та Буковини (1774) під владу Габсбурґів. У 1780-х роках у Станиславівській окрузі діяли загони під проводом Д. Богуславця, Я. Фенюка, М. Баби. На Покутті в кінці XVIII століття діяв ватажок П. Гуманюк (Сапрянчук). У першій половині XIX століття в Галичині, на Закарпатті та Буковині діяло понад 50 загонів, ватажками яких були В. Фреюк, М. Бойчук (Клям), В. Якимюк, Д. Марусяк, Г. Мосорук, М. Штолюк, І. Вередюк, М. Циган, І. Волощук, А. Ревізорчук та ін.

### Згасання опришківського руху
Зміна соціально-політичних умов у Галичині та Буковині після 1848 року (зокрема, скасування панщини) сприяла поступовому загасанню опришківського руху. Певну роль зіграли й жорстокі заходи з його придушення (силами каральних загонів смоляків, пушкарів, гірських стрільців).
Останніми ватажками опришків були М.Дратрук (Бордюк), прилюдно скараний в Коломиї у 2-й половині 19 ст. (Галичина) та Микола Шугай, вбитий 1921 року (Закарпаття).
Діяльність опришків справляла глибоке враження на народну свідомість і знайшла своє фольклорне відображення у безлічі народних пісень, легенд, переказів.

## Тактика опришків
Опришки формували загони чисельністю від 3 до 100 бійців (бували випадки формування і більш чисельних загонів), потім опришки вибирали найбільш зручну для засідки місцевість, по якій проходила важлива дорога, після того робили засіки по обидва боки дороги, а також інколи готували дерева для звалення на дорогу, щоб перекрити ворогові дорогу до втечі.
Потім надійно залягали в засідці, щоб їх не було видно. Головний опришок або вартові слідкували за дорогою, пропускаючи подорожніх, що не були ціллю опришків. Побачивши тих, які були їхньою ціллю (панів, магнатів, провладні загони які боролися проти опришків), вони оцінювали сили ворога, і в тому випадку, якщо вважали, що в загону достатньо сил для знищення ворогів, несподівано відкривали вогонь з вогнепальної зброї, луків і арбалетів. Обстрілявши ворога, опришки йшли добивати ворога в ближній бій. Улюбленою зброю опришків були гострі топірці (бартки), які стали одним із головних символів опришківського руху. Після бою опришки відходили на деяку відстань і дочікувалися ночі, а потім вночі відходили на значну відстань від місця бою.
Також була і інша тактика несподіваних нападів на маєтки ворогів, вночі, попередньо вирахувавши кількість оборонців маєтку і кількість здобичі в ньому.
Опришки як правило переміщалися вночі, пам'ятаючи «знайомі» безлюдні місця на своєму шляху, у них вони спали в день. Тобто шлях складався із зупинок в знайомих відлюдних місцях. 
Найнебезпечнішою і складною порою року для опришків була зима, тоді опришкам приходилося зимувати в віддалених гірських житлах схованках, умови зимування були надзвичайно важкі.
Ці тактики були звичними для опришків, але траплялися досить різні їхні битви з ворогами, у тому числі штурми замків, фортець і невеликих міст, зафіксовані випадки ведення опришками снайперського вогню і навіть застосування гармат.